# Jerzmanice-Zdrój
Jerzmanice-Zdrój je polská ves poblíž města Zlotoryja.

## Historie
Nejstarší osídlení na tomto místě bylo již v mladší doby kamenné, jak dokládá nález kamenné sekery. První písemná zmínka je z roku 1253, kdy byla obec uvedena jako „Hermanstorph“ (později bylo německým jménem Hermsdorf an der Katzbach nebo i Goldbergisch Hermsdorf). V letech 1329 až 1742 patřila obec jako součást Slezska pod Korunu českou. Zámek byl postaven roku 1541.